# (26827) 1989 UW5
(26827) 1989 UW5 est un astéroïde de la ceinture principale découvert en 1989.

## Description
(26827) 1989 UW5 a été découvert le 30 octobre 1989 à l'observatoire interaméricain du Cerro Tololo, un observatoire astronomique professionnel situé dans le désert d'Atacama, au nord du Chili, par Schelte J. Bus.

### Caractéristiques orbitales
L'orbite de cet astéroïde est caractérisée par un demi-grand axe de 2,56 UA, un périhélie de 1,98 UA, une excentricité de 0,23 et une inclinaison de 4,64° par rapport à l'écliptique. Du fait de ces caractéristiques, à savoir un demi-grand axe compris entre 2 et 3,2 UA et un périhélie supérieur à 1,666 UA, il est classé, selon la JPL Small-Body Database, comme objet de la ceinture principale.

### Caractéristiques physiques
(26827) 1989 UW5 a une magnitude absolue (H) de 14,6 et un albédo estimé à 0,240.